# Гликера (пьеса)
«Гликера» (др.-греч. Γλυκερά) — комедия древнегреческого драматурга Менандра (IV—III века до н. э.), от которой сохранился только один короткий фрагмент в три строки, приведённый другим античным автором. В нём неизвестный персонаж спрашивает у Гликеры, почему та плачет (фрг. 255). 
О времени написания и сюжете пьесы ничего не известно. Предположительно благодаря этой комедии в эпоху поздней античности появился апокриф о том, что у Менандра были многолетние отношения с гетерой Гликерой, которая участвовала в его творчестве. В частности, перу Алкифрона принадлежит послание, написанное от имени Гликеры Менандру, в котором гетера просит драматурга подготовить посвящённую ей пьесу, чтобы взять её с собой в Египет.